# ヘキソースオキシダーゼ
ヘキソースオキシダーゼ（hexose oxidase）は、次の化学反応を触媒する酸化還元酵素である。
D-グルコース + O2 {\displaystyle \rightleftharpoons } D-グルコノ-1,5-ラクトン + H2O2
反応式の通り、この酵素の基質はD-グルコースと酸素、生成物はD-グルコノ-1,5-ラクトンと過酸化水素である。
組織名はD-hexose:oxygen 1-oxidoreductaseである。ペントースリン酸経路を構成し、補因子に銅を用いる。